# Luis Pereira Íñiguez
Luis Pereira Íñiguez; político y abogado chileno. Nació en Santiago, en 1876. Falleció en la misma ciudad, en 1933. Hijo de don Luis Pereira Cotapos y doña Carolina Íñiguez Vicuña. Casado con Paulina Valdés Ortúzar.
Estudió en el Colegio San Ignacio (1886-1893). Ingresó luego a estudiar Derecho a la Universidad de Chile, donde juró como abogado el 30 de noviembre de 1900. Su tesis versó sobre “Política de Arbitraje Chilena”.
Tras su titulación de abogado realizó un viaje de estudio a Europa, donde recorrió los principales parajes del Viejo Mundo. Regresó a Chile, se dedicó a la agricultura explotando su hacienda en Linares, y a la política como militante del Partido Conservador.

## Labor parlamentaria
Diputado por Linares (1915-1918). Fue miembro de la Comisión de Educación y Beneficencia. Reelecto en 1926 por la agrupación departamental de Loncomilla, Linares y Parral (1926-1930). Integró en esta ocasión la Comisión de Higiene y Asistencia Pública.
Promovió las obras públicas de Linares, obtuvo recursos fiscales para la construcción de un cuartel, iglesia, caminos, obras de regadío, del ferrocarril a Colbún, entre otras cosas.
Se dedicó a servir al pueblo en varias sociedades como la Federación Social de Obras Católicas, la Sociedad de Instrucción y Habitaciones para Obreros, la Sociedad San Vicente de Paul, donde fue administrador del albergue y Sociedades de Socorros Mutuos, en Linares. 
Fue socio del Club de La Unión desde 1898, perteneció además al Rotary Club y a la Sociedad Nacional de Agricultura (SNA).